# Luka Bumbak
Luka Bumbak je hrvatski bivši reprezentativni rukometni vratar.
Sudionik SP do 19 održanog 2005. u Kataru na kojem je osvojio broncu.